# Ортеле
Ортѐле (на италиански: Ortelle, на местен диалект Arteḍḍhre, Ортедре) е село и община в Южна Италия, провинция Лече, регион Пулия. Разположено е на 99 m надморска височина. Населението на общината е 2322 души (към 2013 г.).